# ぷらすちっく☆思考
「ぷらすちっく☆思考」（ぷらすちっくしこう）は、ULTRA-PRISMの楽曲。同グループメジャー5枚目のシングルとして2012年5月23日にLantisから発売された。

## 概要
月宮うさぎは表題曲の作詞について、「今回の曲を作詞をする時、主人公の姉さんが、すごく無敵だったので、破天荒で元気な感じを歌詞に、と思いました」とコメントしている。
CDジャーナルは「表題曲、カップリング共にピコピコなアッパー・サウンドとロリ萌えキュートな歌唱でブッ飛び！ ハイ・テンション・モード確実だ」と評した。

## 収録曲
1. ぷらすちっく☆思考
  - Webアニメ『+チック姉さん』主題歌
2. Uh!マドンナ☆☆
  - ブラウザゲーム『My sweet ウマドンナ 〜僕は君のウマ〜』オープニングテーマ
3. ぷらすちっく☆思考（Instrumental）
4. Uh!マドンナ☆☆ （Instrumental）